# Stenalcidia castaneata
Stenalcidia castaneata är en fjärilsart som beskrevs av W. Warren 1907. Stenalcidia castaneata ingår i släktet Stenalcidia och familjen mätare. Inga underarter finns listade i Catalogue of Life.